# プリスクール
日本におけるプリスクール(Preschool)とは、保育施設のうち、カリキュラムの大半を英語で行う（イマージョン教育）施設を指すことが多い。

## 概要
本来、欧米圏におけるpreschool(プレスクール または プリスクール)は未就学児（5歳未満）の幼児が通う幼稚園や保育所に対して使われるが、日本では保育施設のうち、カリキュラムの大半を英語で行う施設を指すことが多く、0歳から受け入れを行なっている施設も存在する。制度上は認可外として分類されることが多いが、2019年10月の幼児教育・保育の無償化を機に各自治体で無償化されるケースも増えている。
経営母体はインターナショナルスクールのほか、民間企業も参入しており、園舎・園庭を設けるものからショッピングセンター内に設置されるものなど、形態はさまざまである。
近年のグローバル化などに伴いインターナショナルスクールとともに入園希望者・新規開園が増加している。